# Oral (stad)

Orals vapensköld

Oral eller Uralsk (kazakiska: Орал; ryska: Уральск) är en stad i nordvästra Kazakstan, belägen vid Uralfloden, nära gränsen mot Ryssland. Den har omkring 195 500 invånare (1999) och är huvudort i provinsen Västkazakstan. 
Staden grundades av kosacker 1613. Staden hette då Jaitsk, efter Uralflodens dåvarande namn, Jaik. När floden bytte namn till Ural 1775 bytte även staden namn till Uralsk. Efter Kazakstans självständighet 1991 bytte staden namn till Oral. Eftersom staden befinner sig vid Uralflodens västra sida tillhör den geografiskt Europa. Dess läge har gjort staden till en viktig handelsplats och genomfart för trafik mellan Europa och Asien.

## Kommunikationer
- Oral Ak Zhol Airport

## Sport
- Akzjajyk FK (professionell fotbollsklubb);
- Stadion imeni Petra Otojana.[1]
- Oral har Kazakstans enda professionella bandyklubb, Akzjajyk.